# Vero Beach International Tennis Open 2014
Il Vero Beach International Tennis Open 2014 è stato un torneo di tennis facente parte della categoria ITF Women's Circuit nell'ambito dell'ITF Women's Circuit 2014. Il torneo si è giocato a Vero Beach in USA dal 6 al 12 gennaio 2014 su campi in terra verde aveva un montepremi di $25,000.

## Vincitrici

### Singolare
Laura Siegemund ha battuto in finale  Gabriela Dabrowski con il punteggio di 6–3, 7–6(12–10)

### Doppio
Irina Chromačëva /  Allie Will hanno battuto in finale  Jacqueline Cako /  Sanaz Marand con il punteggio di 7–5, 6–3